# عثة صقر الفيل
عثة صقر الفيل أو دِلْفيلَة (الاسم العلمي: Deilephila)، جنس حشرات عثية من رتبة حرشفيات الأجنحة وفصيلة عثث أبو الهول. أنواعه خمسة.